# 오중음자
오중음자 또는 펜타그래프(pentagraph, 어원: πέντε, pénte, "다섯"과 γράφω, gráphō, "쓰다")는 하나의 음소(音素)나 소리의 조합을 나타내는 다섯 개의 연속된 문자를 뜻한다. 다중음자의 일종이다. 예를 들면, 독일어에서 펜타그래프 tzsch는 [tʃ] 발음을 나타낸다. 아일랜드어도 다수의 펜타그래프가 존재한다. 영어나 한국어는 다른 대부분의 언어와 마찬가지로 펜타그래프가 존재하지 않는다.

## 펜타그래프 목록
아일랜드어
/əu̯/ 소리
‹abhai›, ‹amhai›, ‹obhai›, ‹odhai›, ‹oghai›
/əi̯/ 소리
‹adhai›, ‹aghai›
/əi̯/ 소리
‹oidhi›, ‹oighi›
/oː/ 소리
‹omhai›
/əu̯/ 소리
‹eabha›, ‹eamha›
/əi̯/ 소리
‹eadha› ‹eidhi›, ‹eighi›
독일어
독일어에서 ‹tzsch›는 한때 /tʃ/ 발음을 표기하기 위해서 사용되었다. 현재는 대부분 ‹tsch›로 대체되기는 했지만, 니체(Nietzsche)와 같은 특정 이름에는 여전히 사용되고 있다.

## 같이 보기
- 다중음자